# P.S. Ich liebe Dich (Film)
P.S. Ich liebe Dich (P.S. I Love You) ist ein US-amerikanisches Filmdrama aus dem Jahr 2007. Regie führte Richard LaGravenese, der auch gemeinsam mit Steven Rogers das Drehbuch schrieb, nach der Romanvorlage P.S. Ich liebe Dich von Cecelia Ahern aus dem Jahr 2004.

## Handlung
Der Film beginnt mit der Szene eines Ehestreits von Gerry und Holly Kennedy. Sie streiten über eine Nichtigkeit, versöhnen sich jedoch schnell wieder. Der todkranke Gerry stirbt etwas später an einem Hirntumor. Er hinterlässt Holly zwölf Briefe, die ihr auf unterschiedlichen Wegen zugestellt werden. Die Briefe enthalten Aufgaben, die Holly zu bewältigen hat; alle enden mit dem Satz P.S. Ich liebe Dich. Dem ersten Brief, den Holly an ihrem 30. Geburtstag erhält, legte Gerry eine Tonbandaufnahme bei, auf der er seiner Frau seinen Plan erklärt. Hollys erste Aufgabe besteht darin, noch am selben Abend mit ihren Freundinnen Denise Hennessey und Sharon McCarthy auszugehen und mit ihnen ihren Geburtstag zu feiern. Andere Aufgaben beinhalten, dass sich Holly eine Nachttischlampe und etwas Neues zum Anziehen kauft, Karaoke singt und Gerrys Kleidung – bis auf seine Lederjacke – aussortiert. Holly schickt seine Sachen an dessen Eltern nach Irland.
Hollys Freundinnen sowie ihre Mutter Patricia sind besorgt, da sie der Meinung sind, die Lektüre der Briefe würde Holly in ihrem Kummer halten. Holly selbst ist jedoch überzeugt, die Briefe würden ihr helfen, den Verlust zu verarbeiten und neue Perspektiven zu sehen.
Zu den Aufgaben gehört außerdem ein Urlaub in Irland mit Denise und Sharon, den Gerry für die drei gebucht hat. In ihrem Ferienhaus in Irland finden die Freundinnen zwei Briefe, der eine an Denise, der andere an Sharon gerichtet. Auch sie bekommen Aufgaben von ihm; sie sollen mit Holly angeln und in Gerrys Lieblingspub gehen. Beim Angeln erzählt Sharon, dass sie schwanger ist, und Denise berichtet, dass sie verlobt ist. Im Pub lernt Holly William kennen, der an diesem Abend dort als Musiker auftritt. Sie kommen sich näher und schlafen miteinander. Danach bittet Holly William, sie am nächsten Tag in ein naheliegendes Dorf zu fahren, wo sie ihre Schwiegereltern besuchen möchte. Durch diese Unterhaltung erkennen die beiden, dass sie sich bereits kennen – William war Gerrys bester Freund.
Ihre Schwiegereltern händigen Holly einen weiteren Brief aus, in dem Gerry noch einmal ihre erste Begegnung Revue passieren lässt.
Es stellt sich heraus, dass Gerry die Briefe vor seinem Tod Hollys Mutter übergab, die zwar sein Vorhaben nicht befürwortete, aber dennoch seinem Wunsch entsprach. Den letzten Brief erhält Holly aus der Hand ihrer Mutter Patricia. Gerry teilt Holly darin mit, sie sei sein Leben gewesen, er in ihrem aber nur ein Kapitel.
In der letzten Szene des Filmes kehrt Holly mit ihrer Mutter nach Irland zurück, um erneut Gerrys Eltern zu besuchen. Auf deren Bauernhof begegnen sie erneut William, diesmal in Begleitung seines Vaters. William bringt Holly mit seinem Charme das erste Mal seit langem wieder zum Lachen, und Williams Vater hat die gleiche Wirkung auf Patricia.

## Filmmusik
1. Love You ‘Till The End – The Pogues
2. Same Mistake – James Blunt
3. More Time – Needtobreathe
4. Carousel – Laura Izibor
5. Fortress – Hope
6. Last Train Home – Ryan Star
7. Rewind – Paolo Nutini
8. My Sweet Song – Toby Lightman
9. No Other Love – Chuck Prophet
10. Everything We Had – The Academy Is…
11. In The Beginning – The Stills
12. If I Ever Leave This World Alive – Flogging Molly
13. P.S. I Love You – Nellie McKay
14. Kisses And Cake – John Powell

Im Film werden zudem die Songs „Fairytale Of New York“ von The Pogues und der Steve Earle Song „Galway Girl“ von Gerard Butler gespielt, die aber auf dem Soundtrack weggelassen wurden.

## Kritiken
James Berardinelli bezeichnete den Film auf ReelViews als „plump manipulativ“ und eine „frustrierende Mischung des Guten und des Schlechten“. Die Ausführung sei „nachlässig“. Nur einzelne Szenen würden funktionieren; fast alle Szenen mit Holly und deren Freundinnen würden falsch wirken. Die Darstellung von Hilary Swank sei enttäuschend.
Emanuel Levy schrieb auf emanuellevy.com, der Film thematisiere die „andauernde Kraft der Liebe“ und beinhalte eine hoffnungsvolle Botschaft („hopeful message about the enduring power of love“). LaGravenese – dessen enger Freund Ted Demme kürzlich gestorben sei – habe sich besonders bemüht zu zeigen, wie der mit Gerry befreundete John McCarthy den Verlust empfinde. Der Charakter William komme in der Romanvorlage nicht vor. Die Filmautoren hätten das Geschehen von Irland nach Manhattan verlegt, aber sie hätten sich als Hommage an die Romanautorin bemüht, irische Spuren zu hinterlassen.
Der Film wurde auf www.filmz.de als das „wohl intensivste Lebewohl der Filmgeschichte“ bezeichnet. Der Film sei „anrührend, humorvoll und im besten Sinne sentimental“.
Das Lexikon des internationalen Films urteilt, die hemmungslos romantische Liebesgeschichte reihe sich in die gute Tradition anrührender Geisterfilme ein, wobei der Film nicht rational hinterfragt werden wolle, sondern allein durch seinen emotionalen Gehalt Bestand habe.

## Hintergründe
Der Film wurde in New York City und in Irland gedreht. Die breite Veröffentlichung startete in Ungarn und in den Niederlanden am 20. Dezember 2007 sowie in den USA am 21. Dezember 2007. Der deutsche Kinostart folgte am 17. Januar 2008. Der Film spielte bei der Kinoauswertung weltweit 147,7 Millionen US-Dollar ein.
Der Film ist der 2005 verstorbenen Fotografin Windland Smith Rice gewidmet. Ihre Schwester Molly Smith las einige Wochen nach Rices Tod den Erfolgsroman P.S. Ich liebe Dich von Cecelia Ahern mehrmals. Sie beschloss, eine Verfilmung dieses Romans zu produzieren. Unter anderem trug ihr Vater, der FedEx-Gründer Frederick W. Smith zur Finanzierung dieses Filmes bei.